# 코코넛 대소동
코코넛 대소동(The Cocoanuts)은 미국에서 제작된 조지프 샌틀리 감독의 1929년 뮤지컬, 코미디 영화이다. 그라우초 막스 등이 주연으로 출연하였고 몬타 벨 등이 제작에 참여하였다.

## 출연

### 주연
- 그라우초 막스
- 하포 막스
- 치코 막스
- 제포 막스

### 조연
- 메리 이턴
- 오스카 쇼
- 마거릿 듀몬트
- 케이 프랜시스
- 시릴 링
- 배질 라이즈데일